# Храм Святого Иосифа (Брно)
Храм Святого Иосифа (чеш. Kostel svatého Josefa) — однонефная приходская церковь при монастыре урсулинок в стиле барокко, выстроенная в середине XVII веке и располагающаяся в историческом центре Брно, на Йозефской улице. Весь монастырский комплекс с церковью охраняется как памятник культуры с 1958 года. С 2009 года принадлежит брненскому приходу русинской греко-католической церкви.

## История
Во время первой осады Брно в 1643 году оба городских монастыря францисканцев были уничтожены — мужской, который располагался под холмом Петров, и женский, который располагался у Еврейских ворот, в районе выезда с современной улицы Масарика на вокзал Брно-Главный. В 1647 году францисканки купили шесть домов на нынешней Йозефской улице, и с 1651 года начали строительство нового женского монастыря. В 1653 году они завершили строительство костёла и сразу же приступили к строительству здания монастыря, которое довольно быстро продвигалось до 1655 года, когда францисканки увязли в юридических проблемах, связанных с выкупом ещё одного дома, мешающего дальнейшим строительным работам. В целом, строительство было завершено к 1658 году, но отделочные и другие мелкие строительные работы велись до 1674 года, о чём свидетельствует памятная надпись на арке монастырского рефектория. Строительство, возможно, велось архитектором Паулем Вайнбергером (нем. Paul Weinberger) по проекту Андреа Эрны, но также возможно, что строителем был сам Эрна.
Костёл был освящён в 1673 году князем-епископом Карлом II фон Лихтенштейн-Кастелькорном.
В 1782 году, в ходе реформ Иосифа II, монастырь францисканок, как и сотни других монастырей Габсбургской монархии, был закрыт, а его здания были переданы ордену урсулинок, целью монашеского служения которых была забота о сиротах и обучение и воспитание девушек. Из-за этой общественно-полезной роли урсулинки не были запрещены Иосифом II и продолжали владеть недвижимостью. При них внутреннее убранство костёла было переделано в позднебарочном стиле моравским архитектором Андреасом Швайгелем.
В 1950 году, в ходе так называемой «Акции К» (чеш. „Akce K“), монастырь был отобран у урсулинок, а монастырские здания были переданы брненскому Техническому музею. С 1961 года здание костёла было передано ордену миноритов, превратившись тем самым в филиал располагающегося неподалёку костёла Святых Янов.
В 1990-х годах Технический музей переехал в собственное здание в районе Кралово-поле, а весь комплекс зданий с костёлом вернули урсулинкам. К тому времени здания были в аварийном состоянии, но простаивали без капитального ремонта. Из-за аварийного состояния костёл был закрыт для посещения в 1994 году.
В 2009 году урсулинки безвозмездно передали костёл брненскому приходу русинской греко-католической церкви. Община прихода начала реконструкцию здания в 2010 году, а уже в 2014 году была проведена первая униатская служба. Реконструкция костёла в основном закончилась в 2021 году, но, по стостоянию на 2023 год, всё ещё продолжаются небольшие отделочные и восстановительные работы.

## Фотогалерея
- Главный портал костёла. В разорванном фронтоне расположены гербы донаторов-основателей монастыря. Над фронтоном расположен образ Святого Иосифа с младенцем Иисусом.
- Герб Франца фон Дитрихштейна, одного из основателей монастыря
- Герб Максимилиана Дитрихштейна, одного из основателей монастыря
- Интерьер костёла